# Encarna Salazar
Encarnación Salazar Salazar (Badajoz, 10 de enero de 1961), más conocida como Encarna Salazar, es una cantante y compositora española de etnia gitana, de flamenco y pop. Es conocida por formar parte del dúo Azúcar Moreno, junto a su hermana menor Toñi Salazar.
Sobrina de Porrina de Badajoz.

## Vida personal
Encarna Salazar nació el 10 de enero de 1961 en Badajoz. Es hermana de Toñi Salazar, con quien forma el dúo Azúcar Moreno, también hermana de Los Chunguitos. Se casó con el argentino Mauricio Trillo y tiene una hija, Carolina Trillo Salazar, nacida el 6 de julio de 1992. Actualmente está divorciada. 
Sus padres fueron Gonzalo Salazar Molina (1925-1987) y Candelaria Salazar  (1932-1985)  y tiene 8 hermanos (los fallecidos en negrita):
- Aurelia Salazar (nacida en 1952 y fallecida el 31 de julio de 1996 por una muerte súbita a los 44 años mientras se encontraba en una terraza de Madrid)
- Juan Salazar (nacido el 20/08/1954)
- Enrique Salazar (nacido el 09/09/1956 y fallecido el 21/06/1982 por un cáncer de garganta y Hepatitis a los 25 años)
- José Salazar (nacido el 12/09/1958)
- Encarna Salazar (nacida el 10/01/1961)
- Antonia Salazar (nacida el 14/03/1963)
- Carlos Salazar (nacido en 1967 y fallecido en julio de 2008 por un cáncer fulminante a los 41 años)
- Manuel Salazar (nacido en 1969 y fallecido en 1998 por un infarto a los 29 años)
- Sara Salazar (nacida el 15/04/1971)

## Carrera

### Azúcar Moreno[2]
Comienzos
Con tan sólo 10 años participaron haciendo los coros a sus hermanos hasta que en 1982 una compañía discográfica se rinde ante ellas y les da una oportunidad. Fue entonces cuando las Azúcar Moreno comienzan su carrera musical. En 1984 lanzan al mercado su primer álbum. Se rodean de grandes músicos como José María Cano (Mecano), Sergio Makaroff y Aríel Rot (Los Rodríguez) entre otros.
Se llamaron Azúcar Moreno por una canción de los Rolling Stones llamada Brown Sugar.
Azúcar Moreno dio mucho de que hablar en su comienzo por su música y su forma de vestir. Teniendo en cuenta, que no era común ver a dos gitanas vestidas tan provocativas.
En 1984 grabaron su primer disco titulado Con la miel en los labios y en 1986 Estimúlame. Tras introducirse tímidamente en el mundo de la canción, en 1988 publicaron Carne de melocotón.
Eurovisión
En 1990 representaron a España en el Festival de Eurovisión en Zagreb (Croacia) con el tema Bandido, finalizando en la quinta posición y con 96 puntos.
Su actuación en Eurovision es recordada por producirse el fallo técnico más sonado en la historia del certamen. La pista pregrabada de sonido con las percusiones y ritmos básicos, que debía sincronizarse con la orquesta en directo, salió tarde por error de un operario de la televisión yugoslava, lo que provocó que el dúo saliera a escena cuando el sonido no estaba preparado y que la orquesta no pudiera sincronizarse al empezar a escucharse el sonido con la cinta ya empezada. Azúcar Moreno consiguió salir del apuro volviendo a bastidores. Tras unos segundos prepararon la música, comenzó la orquesta y volvieron a salir al escenario, sin problemas. 
El vestuario (vestidos negros que lucieron), fue elegido a última hora, por culpa de la rotura de los vestidos (rojos) de Francis Montesinos, que iban a llevar en el festival. 
Su éxito
La quinta posición con la canción Bandido catapultó a las hermanas a lo más alto de las listas de ventas españolas e internacionales. Son conocidas desde EE. UU. a Japón. Fue tanto el éxito de Azúcar Moreno, que superaron a sus hermanos Los Chunguitos.
Han ofrecido más de 2000 conciertos y han grabado 15 discos, que han conseguido ser discos de oro, platino y diamante en muchas ocasiones. Otra muestra de su éxito, fue el premio Billboard, que consiguieron en Estados Unidos, al mejor grupo en lengua española.
Participaron en el anuncio de la bebida Coca-Cola (1991) en Estados Unidos, el anuncio Ponche Caballero (2000) en España y el anuncio Zumos Juver (2015) también en España. También participaron en las películas "El especialista" (Hollywood), "Gitano" y "El amor brujo" (España). Fueron las elegidas para actuar en el Santiago Bernabéu, en la celebración de la octava copa de Europa. También actuaron en el certamen de "Miss Colombia" del año 1994.
Han estado en escena televisiva constantemente, como en programas como "DEC", "La Noria", "Crónicas Marcianas", "Música SÍ", "T con T", "Tu Cara Me Suena", "¿Que apostamos?", "Luar", entre muchos otros, y en galas navideñas, de fin de año o de celebraciones casuales.. También fuera de España se han mostrado en programas como: "Telemanias", "Martes 13", "El Show de Waldo", "Show de Estrellas", etc. 
Bandido, ha sido una canción que ha dado muchas alegrías a las hermanas Salazar y siempre a estado presente, incluso en conciertos más recientes.
Durante los años 1990 hasta ahora, han seguido editando numerosos trabajos con los que consiguieron sonados éxitos tales como: "Bandido", "Devórame Otra Vez", "A Caballo (El Carretero)", "Mambo", "Tú Quieres Más (Porque te quiero)", "Torero", "Hazme el Amor", "Moliendo Café",  "El Amor", "De lo que te has Perdido", "No Será Fácil", "Solo se Vive una Vez", "Hoy Tengo Ganas de ti", "La Cita", "Bandolero", "Esclava de tu Piel", "Olé", "Mecachis", "Ese Beso", "Amén", "Mamma Mía", "Bésame", "Tequila", "Divina de la Muerte", "Él", "Sobreviviré (I Will Survive)", "Clávame" y "Quitémonos la Ropa".
Ruptura
El 27 de noviembre de 2007 el dúo anunció su retirada temporal de la música, mientras Encarna Salazar se sometió a un tratamiento de quimioterapia debido a un cáncer.1 Tras superar el cáncer y después de una larga temporada de éxito Encarna anuncia en un programa de televisión que el dúo se separa temporalmente por causas no sólo profesionales, y que Antonia emprenderá su carrera en solitario mientras su hermana se recupera totalmente.
Carreras en solitario
En mayo de 2009 Encarna Salazar lanza su primer disco en solitario.Sin renunciar al pasado su nueva historia nos la cuenta fusionando el tango, la copla y el flamenco. El nuevo disco se llamado Desencuentro y cuenta con colaboraciones de lujo como su primo Taino , su primo Tomatito, José Mercé y la voz de Celia Cruz. Las colaboraciones se ven reflejadas en las canciones Pa los pesares , La vida es un carnaval y La canción de los gitanos. Un trabajo en el que dice que ha puesto su verdad y con el que sorprendió.
En enero de 2010 Toñi Salazar presenta su candidatura para representar a España en el Festival de Eurovisión con la canción La caña de España, adelanto de su trabajo discográfico en solitario el cual verá la luz el 25 de mayo del mismo año bajo el nombre de Zero Azúcar producido por Alejandro Ruiz. En verano de 2011 presenta su segundo sencillo oficial " Sólo se vive una vez 2011" cantada en solitario por Toñi Salazar en una versión House. En ese mismo año va a Miami al programa de Alexis Valdés, que presentó su nuevo tema, Una Balada, Qué será de ti.
Reconciliación
En septiembre de 2009 se reconciliaron públicamente en el programa de televisión de Antena 3, DEC.
Actualmente y en definitiva, en noviembre de 2013 las hermanas Salazar, se reencontraron públicamente en el programa "Tu Cara Me Suena", donde acudieron ambas para ver como sus hermanos Los Chunguitos las imitaban como Azúcar Moreno.
Presente
Azúcar Moreno volvió a los escenarios en 2014 y una gran gira por toda España. En la actualidad cuentan con dos nuevos sencillos titulados " Punto de partida", "Pegaíto", "Debajo del olivo" "No me des guerra" (Este tema incluye videoclip) y "Agarradita a la vida". Esta última narra la historia vivida por las hermanas sobre la enfermedad que padeció Encarna con el cáncer de mama.
El 25 de abril de 2019 entra en la edición de Supervivientes del mismo año junto a su hermana, Toñi Salazar. Tras 17 días de concurso, tanto ella como su hermana Toñi Salazar, abandonan la aventura.

### Programas de televisión
Luar, DEC, Mi casa es la tuya, La noria, Levántate All Stars, Que tiempo tan feliz, Tu cara me suena, Los Viernes al Show, Ankawa, Bamboleo, Supervivientes, Bake Off: Famosos al horno etc...

## Solitario
En 2007, Encarna trabaja en solitario mientras continúa su carrera como Azúcar Moreno para el programa "El Club de Flo" en la Sexta. 
Tras curarse del cáncer de mama en 2008, acude siempre en solitario a televisión (Donde estás corazón, la Noria, Territorio Comanche, etc,) para hablar de su trágica etapa pasada con el cáncer. 
En mayo de 2009 vuelve a los escenarios en solitario con "Desencuentro", un disco muy personal y con muchas emociones. Fusionando el tango, el flamenco, copla y otros géneros musicales, consiguió sorprender a su público.
Desencuentro
- 01 Desencuentro
- 02 Tengo miedo
- 03 Pa' los pesares (con la colaboración de Tomatito) - Single Éxito Radiolé
- 04 Como dos extraños
- 05 Tu sangre es mi sangre
- 06 Canción de los gitanos (con la colaboración de José Mercé)
- 07 Imagina (Imagine)
- 08 Color esperanza
- 09 La vida es un carnaval (con la voz de Celia Cruz)
- 10 Pa' mi Encarna (Gipsy Session) (Bonus Track)

## Reconciliación
En septiembre de 2009 también se hace publica la reconciliación de las dos hermanas en el programa "Donde estás corazón". 
En 2010 en el cumpleaños de Encarna Salazar, se unen pero por poco tiempo. 
En definitiva, las hermanas Salazar se reconciliaron y lo hicieron público en el programa "Tu Cara Me Suena", en 2013 donde acudieron ambas para ver a sus hermanos Los Chunguitos imitándolas como Azúcar Moreno.